# Гацуц Митрофан Петрович
Гацу́ц Митрофа́н Петро́вич (нар. 1905 — 22 грудня 1980) — радянський державний і партійний діяч, Герой Соціалістичної Праці (1958).

## Біографія
Народився у 1905 році в селі Митрофанівка (нині — Воронезька область Російської Федерації) в селянській родині. Трудову діяльність розпочав підлітком у сільському господарстві.
У 1931 році закінчив радпартшколу. Член ВКП(б)/КПРС з 1931 року.
Працював інспектором і завідувачем райвідділом народної освіти у Воронезькій області, обирався головою сільської Ради.
З 1934 року — на партійній роботі: інструктор, завідувач відділом культури і пропаганди, секретар райкому КПРС. У 1943—1944 роках — перший секретар Нижньодевицького райкому КПРС Воронезької області, у 1944—1945 роках — перший секретар Піщанського райкому КПУ Одеської області. З 1945 по 1961 роки обирався першим секретарем Доманівського і Кривоозерського райкомів КПУ Миколаївської області.
Після виходу на пенсію в 1971 році, продовжував працювати до 1973 року.
Помер 22 грудня 1980 року. Похований у місті Первомайську на кладовищі по вулиці Кам'яномостівській.

## Нагороди
Указом Президії Верховної Ради СРСР від 26 лютого 1958 року «за особливі заслуги в розвитку сільського господарства і досягнення високих показників у виробництві зерна, цукрового буряку, м'яса, молока та інших продуктів сільського господарства й впровадження у виробництво досягнень науки і передового досвіду», Гацуц Митрофан Петрович удостоєний звання Героя Соціалістичної Праці з врученням ордена Леніна та золотої медалі «Серп і Молот».
Також нагороджений орденами Трудового Червоного Прапора (1948), Вітчизняної війни 2-го ступеня (1945) і медалями.